# Coggabata
Coggabata (o Congavata/Concavata) è stato un castrum romano lungo il Vallo di Adriano; situato ove sorge la moderna Drumburgh, si trovava tra Aballava a oriente e Maia a occidente. Il castrum fu costruito su di una collina che domina le pianure a occidente e oriente e la costa dell'estuario del Solway verso nord; la sua funzione era quella di controllare due importanti guadi del Solway, Stonewath e Sandwath.
La Notitia dignitatum chiama il forte «Congavata», mentre la coppa di Rudge e la Patera di Staffordshire Moorlands riportano il nome «Coggabata».

## Struttura
Il forte era un rettangolo di 82 m (nord-sud) per 96 m (est-ovest), costruito in pietra, con il Vallo di Adriano che correva lungo il suo lato settentrionale. Su ogni lato si apriva una porta, con quella settentrionale che dava accesso al di là del Vallo.
A circa tre chilometri a sud del forte è stata scoperta una strada romana che collegava la parte occidentale di Stanegate a Kirkbride.
La fattoria fortificata di Drumburgh Castle, che si trova a nord del muro settentrionale del forte, fu costruita interamente con pietre provenienti dal Vallo.

## Guarnigione
Secondo la Notitia dignitatum, la guarnigione di Congavata era costituita dalla Cohors II Lingonum quigenaria equitata, un'unità ausiliaria mista di fanteria e cavalleria composta da circa cinquecento Lingoni.

## Scavi
Il sito fu scavato nel 1899, quando la fortezza di pietra fu rivelato. Un granaio contraffortato fu trovato all'interno dell'angolo nord-ovest del forte.
Gli scavi nel 1947 hanno rivelato che la fortezza di pietra fu costruita all'interno di una fortezza leggermente più grande con bastioni d'argilla livellati. Si presume che il terrapieno fortilizio fu aggiunto al Muro in tappeto erboso, e che la fortezza di pietra lo abbia sostituito quando il Muro erboso fu ri-costruito in pietra. Ciò daterebbe la fortezza di pietra al 160 circa.
Nessun segno di un vicus è stato ancora individuato vicino al forte.